# Chhonhup
Chhonhup (Sanskriet: छोन्हुप) is een dorpscommissie (Engels: village development committee, afgekort VDC; Nepalees: panchayat) in het midden van Nepal, gelegen in het district Mustang in de Dhawalagiri-zone. Ten tijde van de volkstelling van 2001 had het een inwoneraantal van 1070 personen, verspreid over 197 huishoudens; in 2011 waren er nog 801 inwoners, verspreid over 202 huishoudens.